# 純素協會 (英國)
純素協會（英語：The Vegan Society）是一個推廣纯素主义的英國慈善機構。
該協會於1944年11月1日由唐納德·沃森在英國成立，是世界上第一個純素主義者的協會，沃森同时創造了「vegan」這個英语新詞來稱呼「不食用含奶、蛋成分食品的素食主义者」。這個詞如今已被广泛使用。您可以在純素主義条目中看到更多相關資訊。該協會的創立日期也正是世界純素日。

## 活動相關
- 資訊——可參見官方網站 （页面存档备份，存于）、傳單、書籍、影片。
- 支持者——當地往來的網絡
- 以向日葵作為用於公司的許可標誌——用於標榜純素的產品。
- 純素的相關出版品——一份免費寄給協會成員的季刊雜誌。
- 「動物解放的消費者（Animal-Free Shopper）」的出版品——一份在英國可以買到的純素商品清單 (約每兩年更新一次)。

## 仁慈生活運動
仁慈生活運動（Movement for Compassionate Living）是一個從純素協會「分離」出來的團體，在1984年時由前純素協會的秘書凱絲琳·詹納維（Kathleen Jannaway）。

## 外部連結
- 官方网站
- First issue of the Vegan Society newsletter